# Anthony de la Roché
Anthony de la Roché (Londra, ... – ...; fl. XVII secolo), conosciuto anche come Antoine de la Roché, Antonio de la Roché o Antonio de la Roca, è stato un mercante inglese del diciassettesimo secolo, nato a Londra da padre francese Ugonotto e da madre inglese. Nel 1675, durante un viaggio commerciale tra l'Europa e il Sud America, la nave di de la Roché fu deviata fuori rotta da una tempesta ed egli si ritrovò quindi nell'isola della Georgia del Sud, compiendo la prima scoperta di sempre di una terra a sud della Convergenza antartica.

## Il viaggio del 1675

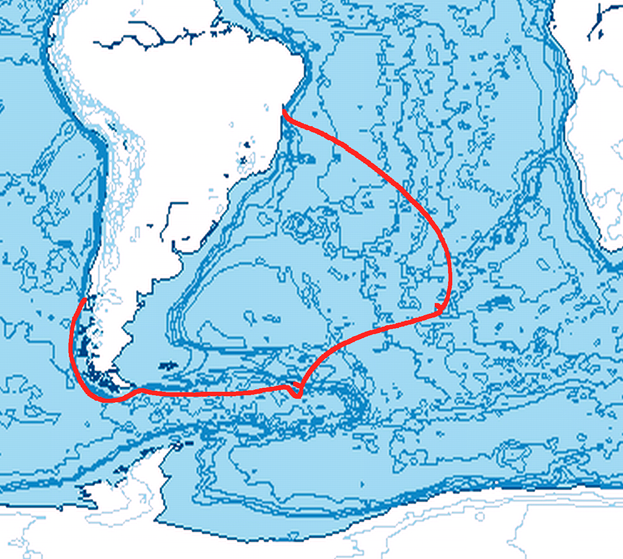
Il viaggio di Anthony de la Roché nel 1675.

Le rotte del viaggio di de la Roché e di altri esploratori nell'oceano antartico.

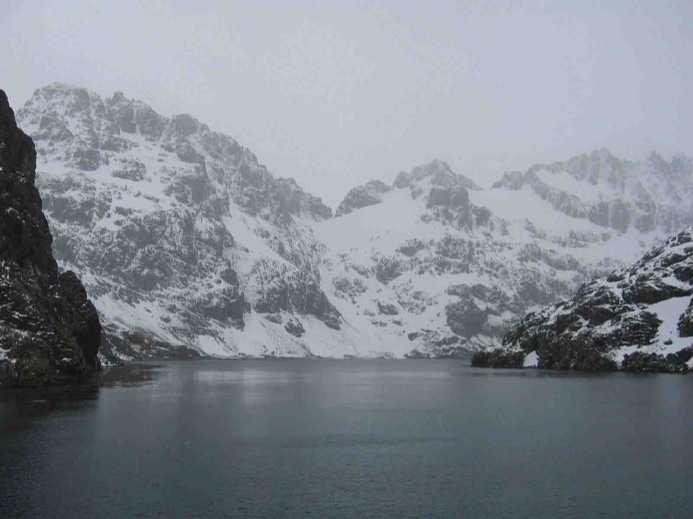
Il fiordo di Drygalski, possibile luogo di sosta de la Roché nella Georgia del Sud.

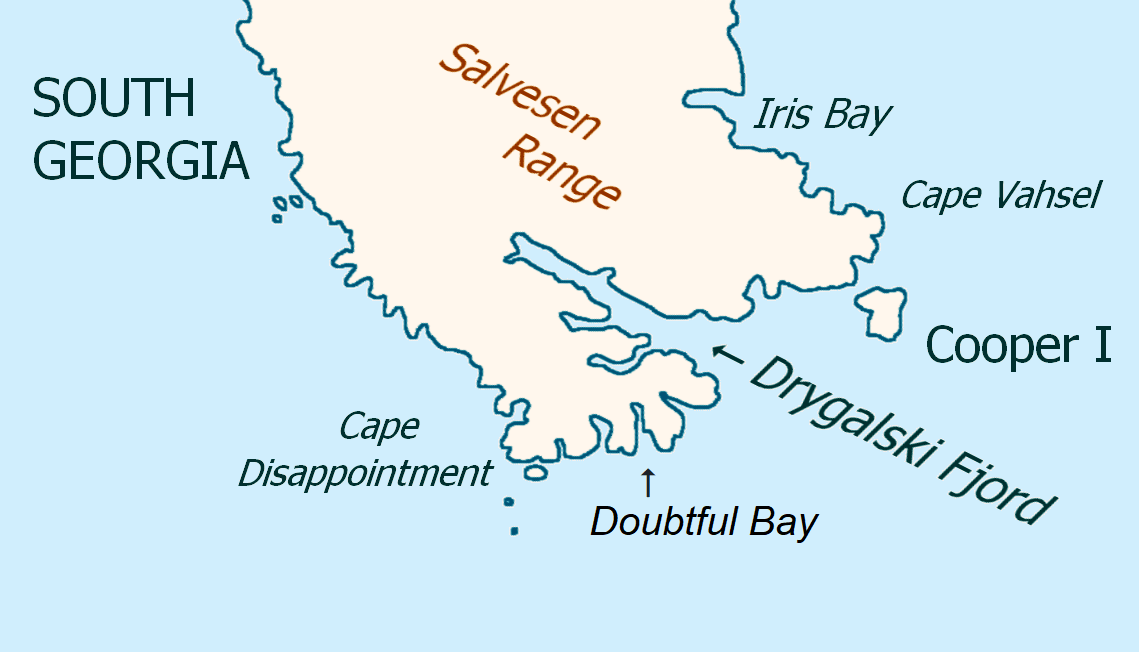
La posizione del fiordo di Drygalski.

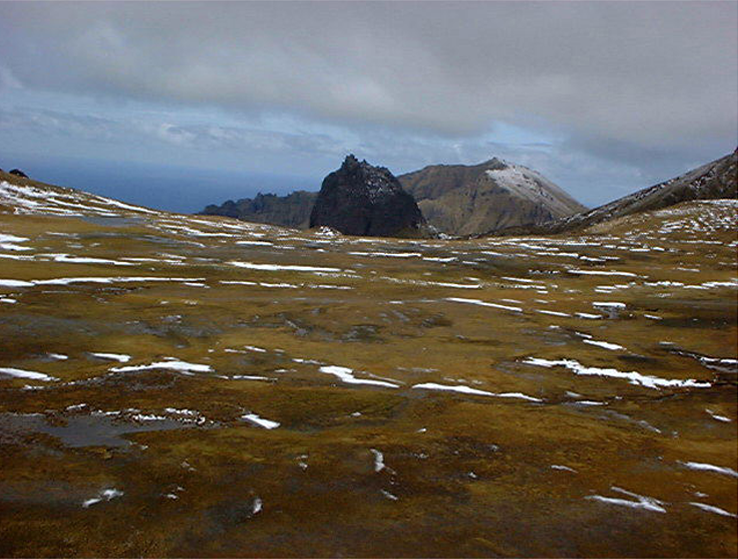
L'isola Gough, già conosciuta come isola Gonçalo Álvares.

### Scoperta della Georgia del Sud
Dopo aver acquistato una nave da 350 tonnellate ad Amburgo ed aver ottenuto dalle autorità spagnole il permesso per commerciare con quella che allora veniva chiamata America Ispanica, Anthony de la Roché salpò dal porto tedesco ed arrivò alle isole Canarie nel maggio 1674, giungendo infine, nell'ottobre dello stesso anno, nel porto di Callao, nel vicereame del Perù, dopo aver seguito la rotta attraverso lo stretto di Le Maire e aver doppiato Capo Horn. Durante il viaggio di ritorno, navigando dall'isola di Chiloé, in Cile, alla baia di Tutti i Santi, nei pressi di Salvador, in Brasile, de la Roché passò Capo Horn nell'aprile del 1675 e fu sopraffatto da una burrasca nelle acqua al largo dell'isola degli Stati. Egli non riuscì dunque ad entrare con la sua nave nello stretto di Le Maire, come previsto dalla rotta, né riusci ad aggirare l'isola passandovi a est, e la sua nave fu invece spinta molto più a est del voluto. L'imbarcazione trovò infine riparo in una delle insenature meridionali dell'isola della Georgia del Sud, secondo alcuni esperti si trattò del fiordo di Drygalski, dove de la Roché gettò l'ancora e dove si trattenne per due settimane. 
Stando ai rapporti di de la Roché, pubblicati a Londra nel 1678 di cui ci è giunto un riassunto risalente al 1690, "essi trovarono una baia, in cui gettarono l'ancora vicini a una punta o a un capo che si estendeva verso sud-est con 28. 30. e 40. braccia di sabbia e roccia". Le ghiacciate formazioni montuose circostanti erano descritte come "alcune montagne di neve vicine alla costa, con un tempo pessimo". Una volta che le condizioni meteorologiche migliorarono, la nave riprese il mare e, mentre circumnavigava l'estremità nord-orientale della Georgia del Sud, l'equipaggio avvistò a sud-est le piccole isole poi battezzate Clerke Rocks.

### Arrivo all'isola Gough
Diversi giorni dopo la partenza dalla Georgia del Sud, la nave di de la Roché arrivò ad un'altra isola disabitata, "dove essi trovarono acqua dolce, legna e pesce" e dove trascorsero sei giorni "senza vedere un essere umano", compiendo quindi quella che diversi storici ritengono essere stato il primo sbarco sull'isola dell'oceano Atlantico meridionale che era stata scoperta dal navigatore portoghese Gonçalo Álvares nel 1505 o nel 1506 (e che sarà poi conosciuta, dal 1731, come isola Gough).
De la Roché riuscì poi a raggiungere il porto brasiliano di Salvador e infine a giungere a La Rochelle, in Francia, il 29 settembre 1675.

### Eredità
Poco dopo il viaggio, diversi cartografi iniziarono a raffigurare sulle proprie mappe quella che, in onore dello scopritore, indicarono come "Isola Roché", spearata a sud-est da una "Terra Sconosciuta" per mezzo dello "Stretto di de la Roché".
Si sa che il capitano James Cook era a conoscenza della scoperta di de la Roché, poiché lo menzionò nel suo giornale di bordo durante l'avvicinamento all'isola della Georgia del Sud nel 1775. Ciononostante, durante la sua prima ricognizione e mappatura dell'isola, Cook la rinominò con il suo attuale nome in onore di re Giorgio III.
La seconda mappa di sempre dell'isola della Georgia del Sud, disegnata nel 1802 dal capitano Isaac Pendleton, comandante della nave americana da caccia alla foca Union, e riprodotta nel 1906 dal cartografo italiano Arnaldo Faustini, era intitolata South Georgia; Discovered by the Frenchman La Roche in the year 1675 (ossia: Georgia del Sud; scoperta dal francese La Roche nell'anno 1675). Da notare che in quell'occasione Pendleton si sbagliò circa la nazionalità di de la Roché verosimilmente a causa del cognome francese di quest'ultimo.

## Mappe recanti la scoperta di de la Roché
In particolare, l'isola appena scoperta apparve nelle mappe del diciassettesimo e diciottesimo secolo qui sotto riportate con il loro nome originale: 
- J.T. Albernaz, J. de Attayde e F. de Seixas y Lovera. Mapas generales originales y universales des todo el orue con los puertos principales y fortalezas de Ambas Indias y una descripcion topographica de la region Austral Magallonica año de 1692. Pubblicata nel 1630, integrata nel 1692.
- L'Isle, Guillaume de; J. Covens & C. Mortier. (1700/20). L'Amerique Meridionale. Parigi.
- Chatelain, Henry A. (1705/19). Nouvelle Carte de Geographie de la Partie Meridionale de la Amerique. Amsterdam.
- L'Isle, Guillaume de & Henry A. Chatelain. (1705/19). Carte du Paraguai, du Chili, du Detroit de Magellan. Parigi.
- Lens, Bernard & George Vertue. (ca. 1710). Map of South America. Londra.
- Price, Charles. (ca. 1713). South America corrected from the observations communicated to the Royal Society's of London and Paris. Londra.
- De Fer, Nicolas. (1720). Partie La Plus Meridionale de L'Amerique, ou se trouve Le Chili, Le Paraguay, et Les Terres Magellaniques avec les Fameux Detroits de Magellan et de le Maire. Parigi.
- Homann Heirs. (1733). Typus Geographicus Chili a Paraguay Freti Magellanici. Norimberga.
- Moll, Herman. (1736). A map of Chili, Patagonia, La Plata and ye South Part of Brasil. Londra.
- L'Isle, Guillaume de & Giambattista Albrizzi. (1740). Carta Geografica della America Meridionale. Venezia.
- Seale, Richard W. (ca. 1745). A Map of South America. With all the European Settlements & whatever else is remarkable from the latest & best observations. Londra.
- Cowley, John. (ca. 1745). A Map of South America. Londra.
- Gibson, John. (1753). South America Archiviato il 22 dicembre 2017 in Internet Archive.. Londra.
- Buache, Philippe. (1754). Carte des Terres Australes, Comprises entre le Tropique du Capricorne et le Pôle Antarctique. Parigi.
- Jefferys, Thomas. (1776). South America. Londra.
- Robert de Vaugondy, Didier. (1777). Vaugondy.html Hemisphère Australe ou Antarctique. Parigi.
- Arrowsmith, Aaron. (1794). Map of the World on a Globular Projection, Exhibiting Particularly the Nautical Researches of Capn. James Cook, F.R.S. with all the Recent Discoveries to the Present Time. Londra.

## Galleria d'immagini

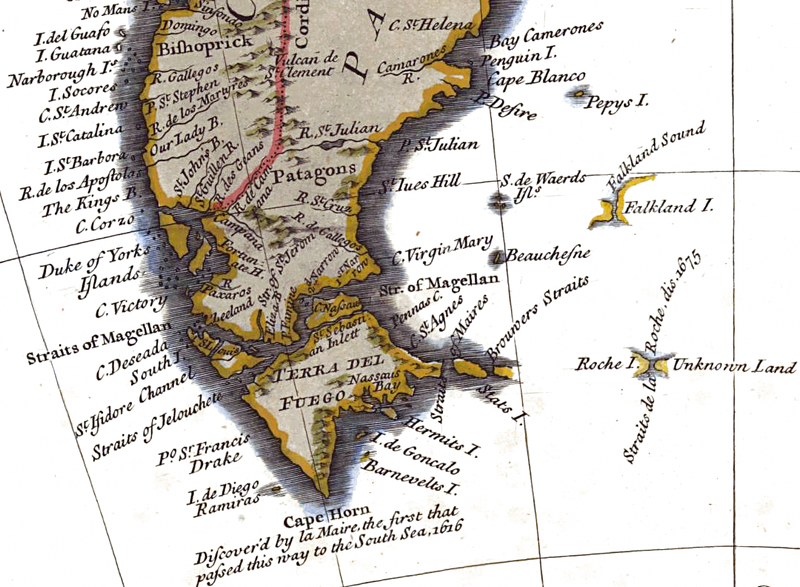
Sezione della mappa di Seale (ca. 1745) recante l'indicazione Roche Island.
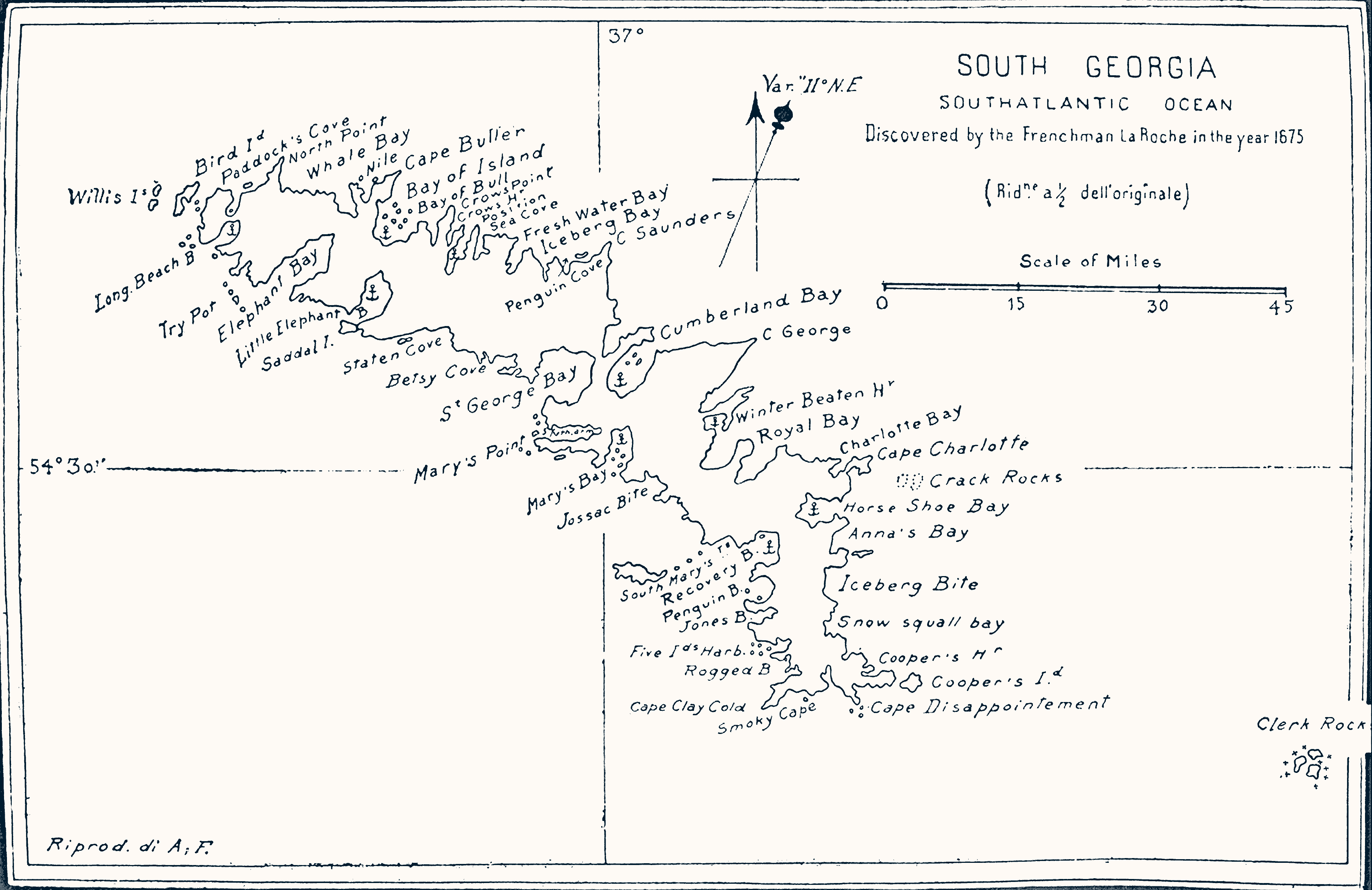
La mappa della Georgia del Sud risalente al 1802 realizzata dal capitano Isaac Pendleton.

## Riconoscimenti
Il picco Roché, la più alta montagna dell'isola di Bird, nella Georgia del Sud, e il ghiacciaio Roché, nel massiccio Vinson, in Antartide, sono stati così battezzati in onore di the Anthony de la Roché.